# Neothauma tanganyicense
Neothauma tanganyicense es una especie de molusco gasterópodo de la familia Viviparidae en el orden de los Mesogastropoda.
Es la única especie conocida del género Neothauma.

## Distribución geográfica
Se encuentra en Burundi República Democrática del Congo Tanzania y Zambia. 
La localidad del tipo nomenclatural de esta especie es la costa Este del lago Tanganica en Ujiji.

## Hábitat
Su hábitat natural son: lagos de agua dulce llegando hasta los 65 m de profundidad.